# 山崎定次郎
山崎 定次郎（やまざき さだじろう、明治22年（1889年） - 昭和50年（1975年）1月28日）はタンチョウの保護に務めた人物。

## 来歴・人物
愛称はツルのおじいちゃん、ツルじいさん。
富山県の貧しい農家の小作人の末っ子に生まれた。旭川市にいた親戚を頼り北海道に渡り、その後姉を頼って阿寒郡阿寒町（現・釧路市）に移る。大正7年（1918年）、結婚。昭和25年（1950年）の冬に数羽のタンチョウが上阿寒の山崎家の畑に舞い降り、絶滅したと言われていた丹頂鶴保護を目的に山崎がまいた家畜用のトウモロコシを食べさせ増殖に努めた。これをもってタンチョウへの給餌の成功といわれる。その後は山崎家全体でタンチョウの保護に尽くしてきた。
昭和34年（1959年）、北海道文化財保護委員会から「丹頂鶴監視員」を委嘱され、昭和47年（1972年）11月3日、文化の日に勲五等瑞宝章を授与された。
定次郎の死後、2011年3月まで長男の定作が、2012年からは孫の一彦が北海道から委託を受けてタンチョウの給餌を引き継いだ。

## タンチョウの里の整備

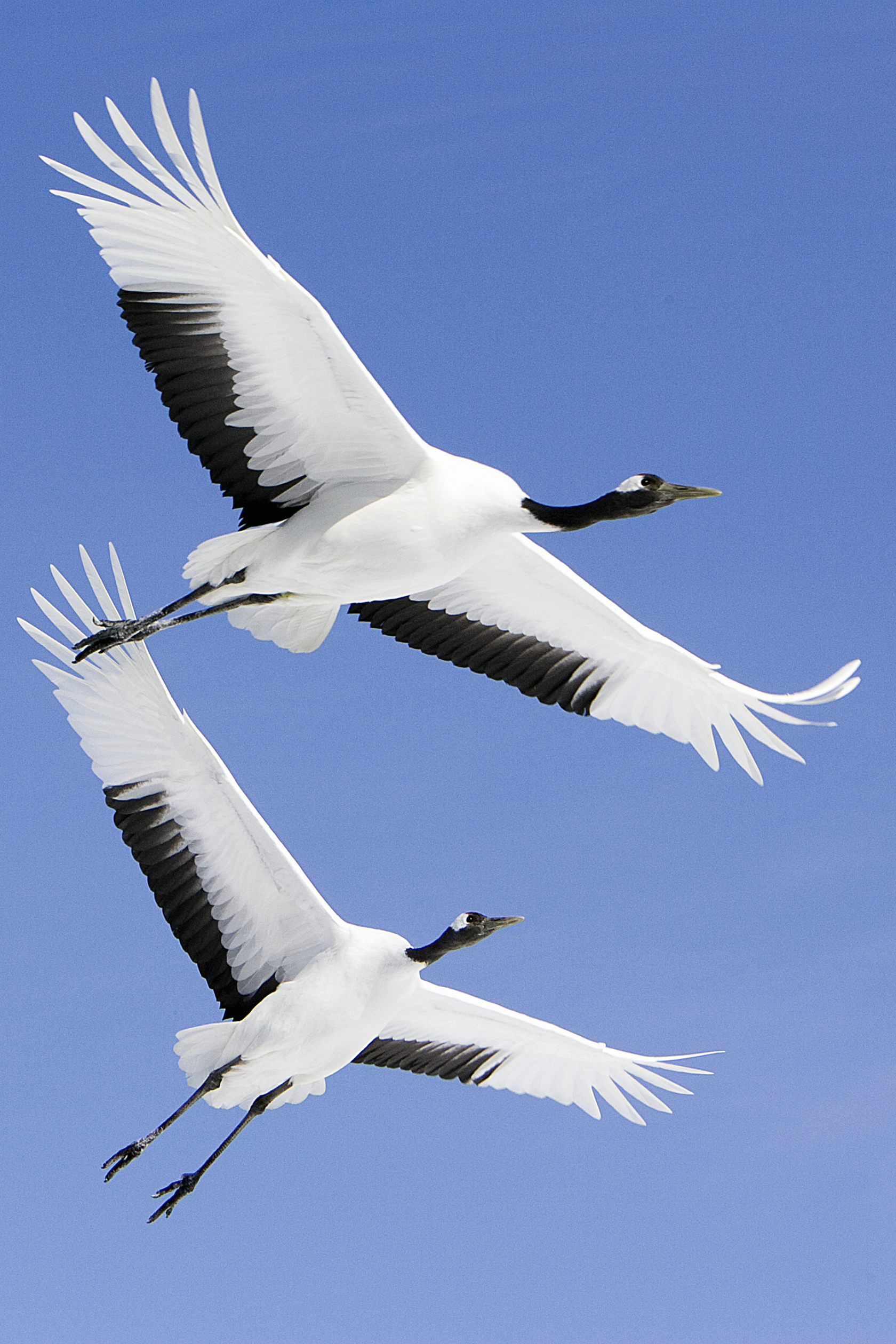
タンチョウ（阿寒国際ツルセンターにて 2007年）

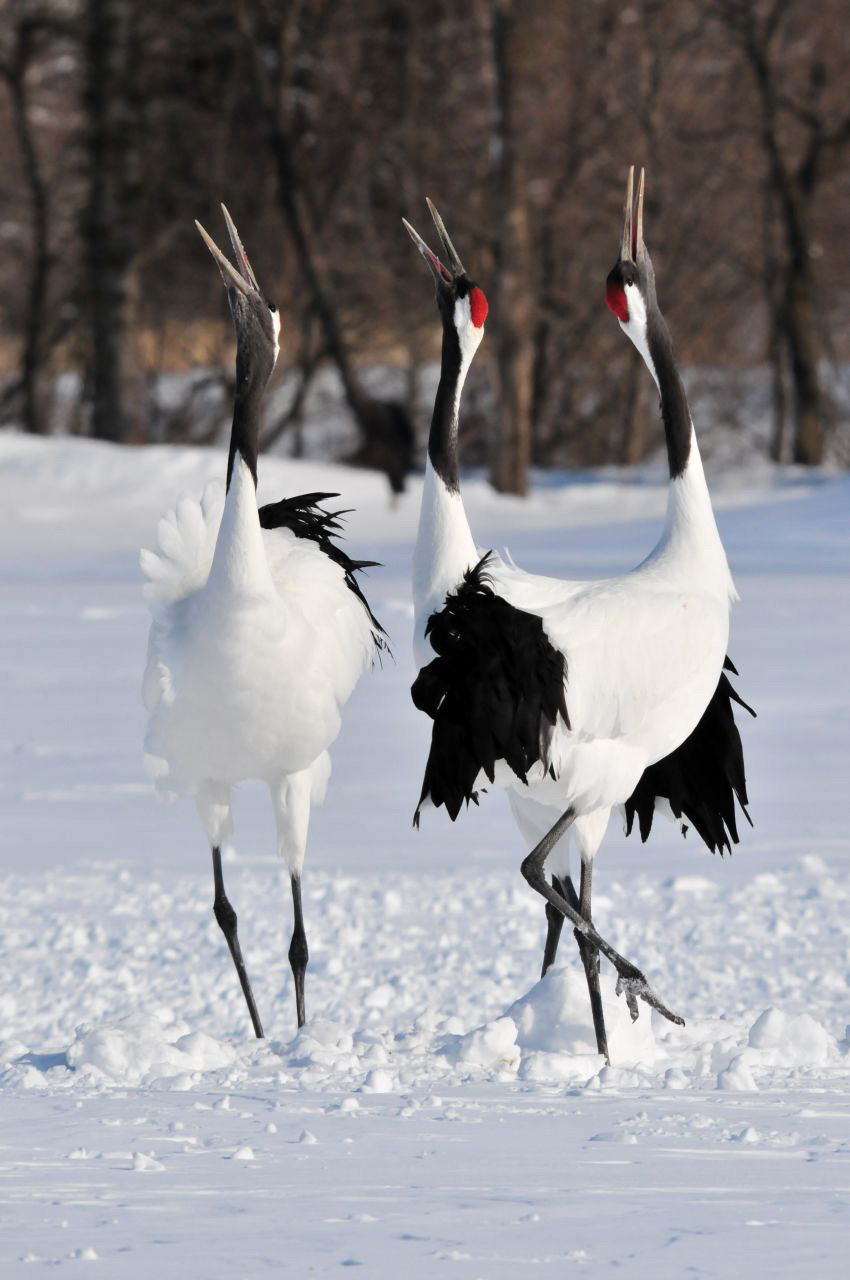
鳴き声を上げるタンチョウ。同センターにて2012年2月撮影

釧路市阿寒町はタンチョウ人工給餌発祥地として知られるようになり、1977年（昭和52年）にタンチョウ観察センターが開設された。1996年には阿寒国際ツルセンターが開設され、タンチョウ観察センターはその分館となった。なお、分館のタンチョウ観察センターについては老朽化や高病原性鳥インフルエンザ対策のための給餌量の減少とそれに伴うタンチョウの数の飛来数減少により2025年3月で閉館し、本館に機能を集約することになった。